# 신 안동 김씨
신 안동 김씨(新 安東 金氏)는 경상북도 안동시를 본관으로 하는 한국의 성씨이다.

## 역사
시조 김선평(金宣平)은 경순왕(敬順王)의 방계승통으로 진골이자 효공왕(孝恭王)의 왕자이며 고창녕국(古昌寧國)의 성주이다. 930년(고려 태조 13년) 김선평(金宣平), 권행(權幸), 장길(張吉) 삼사는 군사들을 이끌고 전쟁에서 승리하여 고려 태조를 도운 공로로 최고위 귀족 태사 작위를 받았다. 공수부정 김습돈(金習敦)을 중시조로 한다.
조선조에 들어와 후손 비안현감 김삼근(金三近, 1390. ~ 1465.)이 안동시 풍산읍 하리리 부근에 살다가 소산리으로 옮겨 정착한 이래 크게 번성하였다. 장자 김계권(金係權, 1410. ~ 1458.)은 한성판관이고, 차자 김계행(金係行, 1413. ~ 1517.)은 대사헌으로 재임하였다.
김계권(金係權, 1410. ~ 1458.)은 5형제를 두었는데 큰아들은 세조의 국사를 지낸 명승 학조대사(學組大師)이고, 둘째 김영전(金永詮, 1837.)은 사헌부감찰, 셋째 김영균(金永勻, 1822. ~ 1872.)은 진사, 넷째 김영추(金永錘, 1443.)는 수원부사, 다섯째 김영수(金永銖, 1716. ~ 1786.)는 사헌부장령으로 재임하였다.
다섯째 사헌장령 김영수는 3형제를 두었는데 큰아들 김영(金瑛, 1475. ~ 1582.)은 문과에 급제하여 이조참의으로 재임하였고, 둘째 김번(金璠, 1479. ~ 1544.)도 문과에 급제하여 평양서윤으로 재임하였고, 셋째 김순(金珣, ~ 1623.)은 진사시에 합격하여 형조좌랑으로 재임하였다.
평양서윤을 역임한 김번(金璠, 1479. ~ 1544.)의 후손들이 분파하였는데, 왕비 3명, 후궁 1명, 부마도위 2명, 종묘공신 6명, 판서 35명, 당상관(정3품 이상) 140여 명 등 조선 후기에 가장 많은 고관대작을 배출하는 기염을 토했다.
손자 동지돈녕부사 김극효(金克孝, 1542. ~ 1618.)와 그의 아들 김상용(金尙容, 1561. ~ 1637.), 김상헌(金尙憲, 1570. ~ 1652.) 형제가 현달하여 인조 때 상신에 올랐다. 김상헌(金尙憲, 1570. ~ 1652.)의 손자 김수항(金壽恒, 1629. ~ 1689.) 영의정의 자제들인 김창집(金昌集, 1648. ~ 1722.) 영의정, 김창협(金昌協, 1651. ~ 1708.) 대제학, 김창흡(金昌翕, 1653. ~ 1722.) 사헌부집의, 김창업(金昌業, 1658. ~ 1722.) 이조참의, 김창즙(金昌緝, 1662. ~ 1713.) 왕자사부, 김창립(金昌立, 1666. ~ 1683.) 형제는 덕망과 명망으로 높게 현달하고 당대를 지배하였던 인물들로 서인 노론 세력의 중추가 되었다.
김창집(金昌集, 1648. ~ 1722.) 영의정의 현손 김조순(金祖淳, 1765. ~ 1832.) 부원군의 딸이 순조의 왕비 순원왕후(純元王后, 1789. ~ 1857.)가 되면서 김조순(金祖淳, 1765. ~ 1832.)은 국구로서 영안부원군에 봉해졌고, 헌종의 왕비 효현왕후(孝顯王后, 1828. ~ 1843.), 철종의 왕비 철인왕후(哲仁王后, 1837. ~ 1878.)에 이르기까지 세도 가문이 되었다. 이들 후손들은 한양 백악산 아래 장의동에 세거하여 장동 김씨(壯洞 金氏)라고 하였다. “금관자(金貫子)가 서 말인 집안”이라고 말하며, 17세기 이후 국반의 지위에 오르게 되었다.

## 집성촌

### 서울시
- 서울특별시 종로구

### 경상북도
- 경상북도 안동시
- 경상북도 의성군
- 경상북도 예천군
- 경상북도 청송군

### 충청남도
- 충청남도 논산군
- 충청남도 청원군
- 충청남도 괴산군
- 충청남도 연기군

### 충청북도
- 충청북도 음성군
- 충청북도 부여군

### 경기도
- 경기도 고양시
- 경기도 광주시
- 경기도 포천시
- 경기도 양평군

## 같이 보기
- 경주 김씨
- 여흥 민씨
- 풍양 조씨
- 반남 박씨